# Luverdense EC
Der Luverdense Esporte Clube ist ein brasilianischer Fußballverein aus Lucas do Rio Verde im Bundesstaat Mato Grosso. Er spielt aktuell in der Saison 2019 in der dritthöchsten brasilianischen Liga.

## Geschichte
Der Verein hat bereits im ersten Jahr seines Bestehens mit dem Gouverneurspokal seinen ersten Titel gewinnen können. Inzwischen hat er sich unter die führenden Teams von Mato Grosso etabliert. Mit dem abermaligen Pokalgewinn 2007 konnte er sich für die Série C der nationalen Fußballmeisterschaft Brasiliens qualifizieren, von der er 2013 als Tabellendritter in die Série B aufstieg. Nach Abschluss der Saison 2017 erfolgte der Wiederabstieg als Tabellensiebzehnter. Nach Austragung der Meisterschaft 2019 musste der Klub dann in die Série D absteigen.

## Erfolge
- Aufstieg in die brasilianische Série B: 2013
- Copa Verde: 2017
- Staatsmeister von Mato Grosso: 2009, 2012, 2016
- Staatspokal von Mato Grosso: 2004, 2007, 2011, 2019